# Krystyna Njemtseva
Krystyna Valerijivna Njemtseva (ukrainska: Нємцева Кристина Валеріївна), född 15 juni 1998, är en ukrainsk volleybollspelare (libero).
Hon spelar på klubbnivå för VK Chimik sedan 2015. Hon deltog med Ukrainas damlandslag i volleyboll vid EM 2021 och 2023. Hon skulle också ha deltagit vid EM 2019, men skadade sig alldeles innan mästerskapet.